# Arne Persson
För andra betydelser, se Arne Persson (olika betydelser).
Nils Arne Persson (i riksdagen kallad Persson i Heden), född 2 maj 1914 i Borås, död 26 december 1986 i Kinnarumma, var en svensk lantbrukare och centerpartistisk riksdagspolitiker.
Persson var ledamot av riksdagens andra kammare 1962-1970, invald i Älvsborgs läns södra valkrets. 
Arne Persson var till skillnad från Centerpartiet kärnkraftförespråkare. Under flera år var han partiets kvittningsman.